# Don't Go to the Law
Don't Go to the Law è un cortometraggio muto del 1907 diretto da A.E. Coleby.

## Trama
Due allevatori per decidere di chi sia la proprietà di una vacca si rivolgono a due avvocati che tanto fanno che alla fine si appropriano loro dell'animale.